# Cordova, Alaska
Cordova este un orășel aflat lângă gura râului Copper, Valdez–Cordova Census Area, Alaska, America.

## Demografie
Conform recensământului american din 2010, 2.239 de oameni sălășluiesc în Cordova.
Componența etnică a orașului Cordova
     Albi (68,3%)
     Americani nativi (8,7%)
     Asiatici (10,7%)
     Negri (0,4%)
     Altă etnie (11,9%)